# Curt M. Elmberg
Curt Martin Elmberg, född 7 juni 1931, död 4 juni 2020 i Sävedalens distrikt, var en svensk civilingenjör och spårvägsdirektör vid Göteborgs spårvägar 1982-1990.
Curt M. Elmberg kom till spårvägen i Göteborg 1946 då han började arbeta vid verkstäderna. Han kom sedan tillbaka efter studier vid Chalmers och i USA 1958-1960. Elmberg arbetade tillsammans med Sixten Camp under 1960-talet och var bland annat med om den expansiva perioden när nya linjer drogs ut till Angered, Bergsjön och Västra Frölunda. Elmberg arbetade 1977-1982 vid SL för att den 1 september 1982 bli spårvägsdirektör vid Göteborgs spårvägar. Han har även arbetat som konsult för Norrköpings spårvägar. Under sina år vid spårvägen kom Elmberg att verka för större flexibilitet i linjenätet. Det var också under hans tid som chef som bolaget kom att bolagiseras 1989. Elmberg hade ett stort intresse för spårbunden trafik och har bland annat som aktiv inom UITP rest över stora delar av världen för att studera kollektivtrafik.